# Meryem Ebru Öz
Meryem Ebru Öz (* 1997 in Hannover) ist eine deutsch-türkische Schauspielerin.

## Leben
Meryem Ebru Öz wurde 1997 in Hannover geboren. Von 2017 bis 2021 studierte die Tochter zweier türkischer Eltern Schauspiel an der Hochschule für Musik und Theater Hamburg (Theaterakademie Hamburg). In den Jahren 2019 bis 2021 erhielt sie das Hamburg-Stipendium. Sie gastierte bereits in dieser Zeit am Staatstheater Hannover, am Theater Erlangen, am Theater Lüneburg sowie am Hamburger Thalia Theater. Hier arbeitete sie mit den Regisseuren Stefan Pucher, Sebastian Nübling und Ewelina Marciniak. Seit der Spielzeit 2021/2022 ist Meryem Öz festes Ensemblemitglied des Thalia Theaters. Sie arbeitete auch als Hörbuchsprecherin für den Norddeutschen Rundfunk.
Seit den 2020er Jahren ist Meryem Öz auch in Film- und Fernsehproduktionen zu sehen, so unter anderem in den Kinofilmen Am Ende der Worte oder Franky Five Star oder in der Fernsehreihe Tatort.

## Filmografie
- 2021: Am Ende der Worte
- 2023: Franky Five Star
- 2023: Die Pfefferkörner (Fernsehserie)
- 2023: Conti – Meine zwei Gesichter
- 2023: Großstadtrevier (Fernsehserie)
- 2024: SOKO Hamburg (Fernsehserie, Folge Die Stadt schläft)
- 2024: Festmachen (Miniserie)
- 2025: Tatort: Der Stelzenmann (Fernsehserie)

## Hörspiele (Auswahl)
- 2024: Lucy Goacher: Abgrund - Du weißt, sie ist nicht gesprungen (2 Teile) (Eliza) – Bearbeitung und Regie: Irene Schuck (Hörspielbearbeitung, Kriminalhörspiel – NDR)[4]